# Escut i bandera de Massalfassar
L'escut i la bandera de Massalfassar són els símbols representatius de Massalfassar, municipi del País Valencià, a la comarca de l'Horta Nord.

## Escut heràldic
L'escut oficial de Massalfassar té el següent blasonament:
| « | Escut en forma d'ogiva, truncat. Al primer quarter, en camp de gules, una casa heràldica d'argent. Al segon quarter, en camp d'argent, dues ones d'atzur. Per timbre, una corona reial oberta. | » |

## Bandera
La bandera oficial de Massalfassar té la següent descripció:
| « | Per a la bandera, les mateixes armes de l'escut explanades sobre una tela que tinga 12 parts de llargària per 8 d'amplària. | » |

## Història
L'escut i la bandera foren aprovades per Resolució de 15 de juliol de 1991, del conseller d'Administració Pública, publicada en el DOGV núm. 1.630, de 12 d'agost de 1991.
La casa és un senyal parlant referit a l'etimologia del topònim de la localitat, antiga alqueria islàmica, provinent de l'àrab manzil Hassar, «hostal de Hassar». Les ones al·ludeixen al caràcter marítim del terme municipal, dins l'Horta de València.